# Flucht- und Rettungsplan

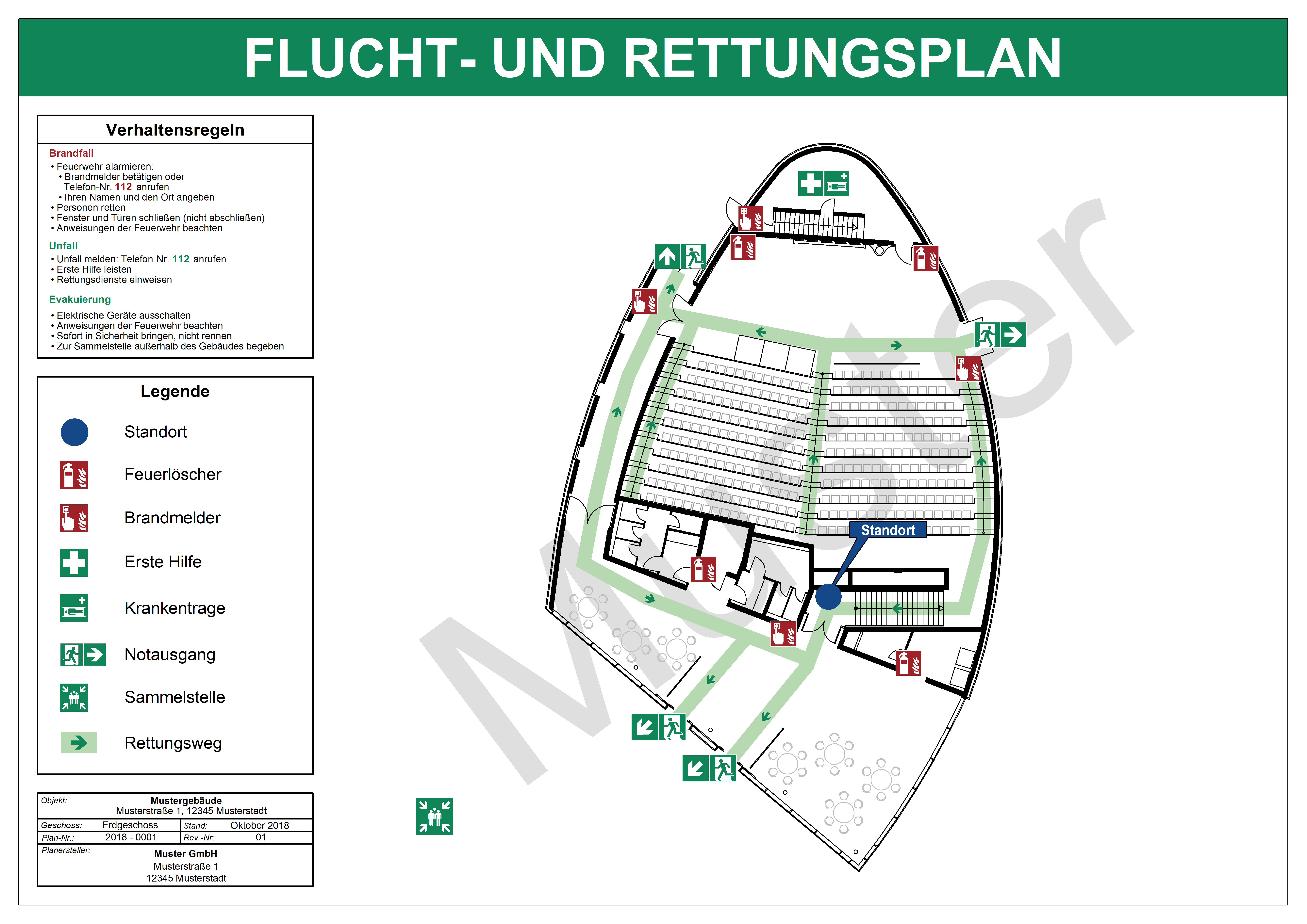
Muster Flucht- und Rettungsplan nach DIN ISO 23601

Ein Flucht- und Rettungsplan (siehe auch Sicherheitskennzeichnung – Flucht- und Rettungspläne ISO 23601:2009, Ersatz für DIN 4844-3:2003-09) dient der vereinfachten Vermittlung von Informationen über relevante Flucht- und Rettungswege, die Evakuierung und Brandbekämpfungseinrichtungen in öffentlichen oder gewerblichen Gebäuden sowie in festgelegten baulichen Anlagen. Er ist bewusst auf die Benutzung möglichst weniger Worte zur Verständigung beschränkt. Er ist ein wesentlicher Bestandteil der Sicherheitsausstattung einer baulichen Anlage und spielt eine wichtige Rolle für die Brandschutz-Dokumentation. Indem er Menschen helfen soll, sich selbst über die Fluchtwege in einer baulichen Anlage zu informieren, ergänzt er das Sicherheitsleitsystem einer baulichen Anlage (siehe ISO 16069).
Die Zunahme von globalem und internationalem Handel und Verkehr sowie die Mobilität von Arbeitskräften erfordert eine inzwischen international vorgeschriebene einheitliche Kommunikation von Sicherheitsinformationen für die Benutzer von baulichen Anlagen.
Ein solcher Plan soll bei einem Notfall, Unfall oder Brand den gekennzeichneten Weg zum nächstmöglichen Ausgang ins Freie oder zu einem sicheren Ort anzeigen und enthält zusätzlich Regeln für das Verhalten bei Unfällen und im Brandfall.
Er ist in öffentlichen Bereichen und am Arbeitsplatz an gut sichtbaren Stellen (z. B. Eingangsbereiche, Treppenhäuser, Hauptzugänge zu den Geschossen, Flure, an geeigneten Versammlungsorten z. B. Cafeterias, Bürozentren, Treffpunkten) und bei großflächigen Anlagen dauerhaft anzubringen.

## Gestaltung
Ein Flucht- und Rettungsplan ist ein aufs Wesentliche reduzierter Grundriss eines Geschosses oder Lageplan einer großflächigen Anlage. Er muss folgende grafische Darstellungen enthalten und immer farbig angelegt sein:
- Gebäudegrundriss oder Teile davon: Der Maßstab ist abhängig von der Größe der baulichen Anlage, des darzustellenden Detaillierungsgrades und des vorgesehenen Anbringungsortes, maximaler Maßstab 1:200
- Verlauf der Flucht- und Rettungswege
- Lage der Notausgänge
- Lage und Art der Notfall- und Rettungsausrüstung, z. B. Notfalltelefon, Brandtelefon, Brandmelder, Erste-Hilfe-Einrichtungen
- Lage der Brandbekämpfungseinrichtungen, z. B. Feuerlöscher, Wandhydranten, Feuerlöschschläuche
- Lage der festgelegten Sammelplätze für die flüchtenden Benutzer einer baulichen Anlage
- Standort des Betrachters
- Verhaltensregeln bei Unfällen und im Brandfall
- Legende über die angewendeten Sicherheitszeichen, graphischen Symbole und Farbcodes

Die Regeln für das Verhalten im Brandfall und das Verhalten bei Unfällen sind eindeutig und in kurzer, prägnanter Form dargestellt. Für das Verhalten im Brandfall wird im Regelfall dieselbe Darstellung, wie für die Brandschutzordnung Teil A gewählt.
Die Darstellung der Flucht- und Rettungspläne erfolgt nach DIN ISO 23601 (ehemals DIN 4844-3) und DIN EN ISO 7010 (ehemals BGV A8). Insbesondere in öffentlichen Gebäuden kann auch eine mehrsprachige Ausführung der Dokumente sinnvoll sein.
Flucht- und Rettungspläne sind in regelmäßigen Zeitabständen zu überprüfen, um zu gewährleisten, dass sie immer noch gut lesbar, gut erkennbar, verständlich und aktuell sind. Jede Veränderung der baulichen Anlage oder der Brandschutz- und Notfallmaßnahmen muss zu einer Überprüfung und erforderlichenfalls zu einer Überarbeitung der Flucht- und Rettungspläne führen.
Bei Gebäuden und großflächigen Anlagen besteht eine gesetzliche Verpflichtung zur Anbringung von Flucht- und Rettungsplänen durch den Arbeitgeber, „wenn Lage, Ausdehnung und Art der Benutzung der Arbeitsstätte dies erfordern“ (§ 4 Abs. 4 Arbeitsstättenverordnung v. 20. Juli 2007). Nähere Angaben zu den Inhalten und der Ausführung von Flucht- und Rettungsplänen werden in den Technischen Regeln für Arbeitsstätten ASR A1.3 und ASR A2.3 gemacht. Häufig gibt es Vorgaben zur Darstellung in den technischen Anschlussbedingungen für Brandmeldeanlagen nach DIN 14675.